# بوریبای
بوریبای (انگلیسی: Buribay) یک شهرک در شهرستان خایبولینسکی استان باشقیرستان کشور روسیه است.